# Canisius-Wilhelmina Ziekenhuis
Het Canisius-Wilhelmina Ziekenhuis (CWZ) is een topklinisch ziekenhuis in Nijmegen. 
Het huidige ziekenhuis is in 1974 voortgekomen uit het samengaan van twee kleinere ziekenhuizen, het katholieke Canisiusziekenhuis en het  protestantse Wilhelminaziekenhuis, die daarna nog enige tijd elk op hun eigen locatie bleven. Sinds 1992 is het CWZ gevestigd aan de Weg door Jonkerbos in Nijmegen-Zuid. 
Het ziekenhuis heeft ruim 700 bedden en circa 3200 medewerkers.

## Geschiedenis

### Canisiusziekenhuis
Het Canisiusziekenhuis werd in 1850 gesticht door het Rooms Katholiek Parochiaal Armbestuur dat zich het lot van de katholieke Nijmeegse zieken en armen aantrok. Dit ziekenhuis was in de daaropvolgende decennia gevestigd op diverse locaties in de Nijmeegse  bovenstad: allereerst op de hoek van de Houtmarkt en de Pauwelstraat, vervolgens vanaf 1866 aan de toenmalige straat Doddendaal. In 1886 kwam er aan de Houtstraat een nieuw hoofdgebouw voor het ziekenhuis gereed, waar meer ruimte voor de patiënten  was. Ook dit pand bleek echter op den duur weer te klein.
In 1922 kocht men voor de nieuwe locatie van het ziekenhuis een stuk grond aan de Sint Annastraat. Op die plek werd een voor die tijd zeer modern en groot ziekenhuis gebouwd, dat was ontworpen door Eduard Cuypers. In 1926 ging dit nieuwe ziekenhuis open. Het zou vervolgens tot 1992 op deze plek gevestigd en operationeel blijven.

### Wilhelminaziekenhuis
Het Wilhelminaziekenhuis werd op 7 mei 1895 geopend aan de Dr. Claas Noorduijnstraat, destijds de Spaarbankstraat. Architect van het gebouw was Derk Semmelink. In dit gebouw was ook het verpleeghuis Margriet gevestigd. 
Na de fusie is dit pand afgebroken ten behoeve van onder andere woningbouw. Hierbij verdween ook een monumentale kapel van Cuypers, ondanks protesten daartegen. De torenspits hiervan is wel bewaard gebleven, deze werd verkocht aan een particulier.

### Fusie (1974)

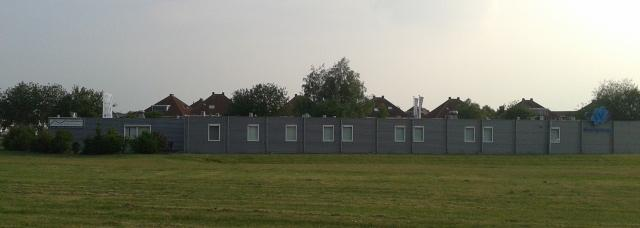
CWZ Waalsprong

In 1974 was de Stichting Nijmeegs Interconfessioneel Ziekenhuis Canisius-Wilhelmina een feit. In 1992 verhuisden beide ziekenhuizen naar de nieuwe locatie aan de Weg door Jonkerbos.

### Poliklinieken (vanaf 2008)
Het CWZ heeft per 12 december 2008 een polikliniek in Oosterhout (Nijmegen), een onderdeel van de Waalsprong, alsmede, per 27 juli 2012, een polikliniek in Druten.
Juli 2017 namen de afdelingen voor dermatologie en plastische chirurgie hun intrek in een nieuwe polikliniek Jonkerbosch achter het ziekenhuis. 